# شارل لاوال
شارل لاوال (فرانسوی: Charles Laval‎; ۱۷ مارس ۱۸۶۲ – ۲۷ آوریل ۱۸۹۴) نقاش اهل فرانسه و از چهره‌های جنبش ترکیب‌گری و مکتب پون-آوان بود. گوگن پرترهای از او را با عنوان طبیعت بی‌جان با نیمرخ لاوال در سال ۱۸۸۶ کشیده‌است.

## نگارخانه

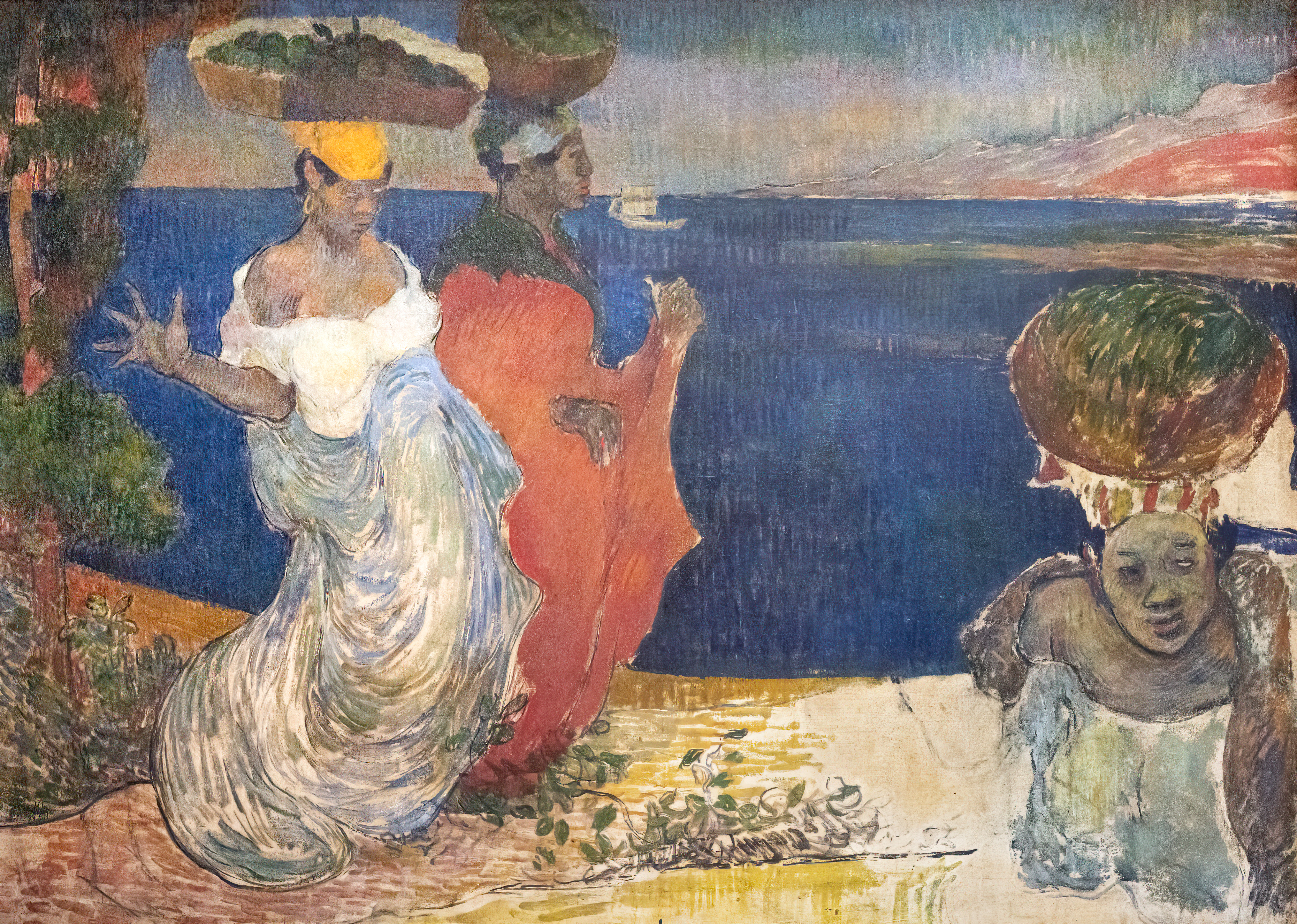
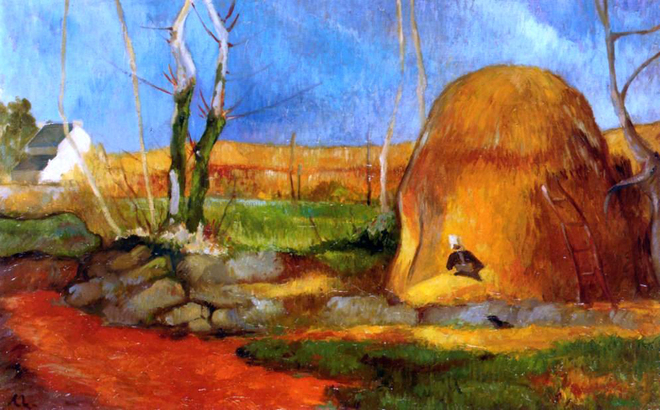
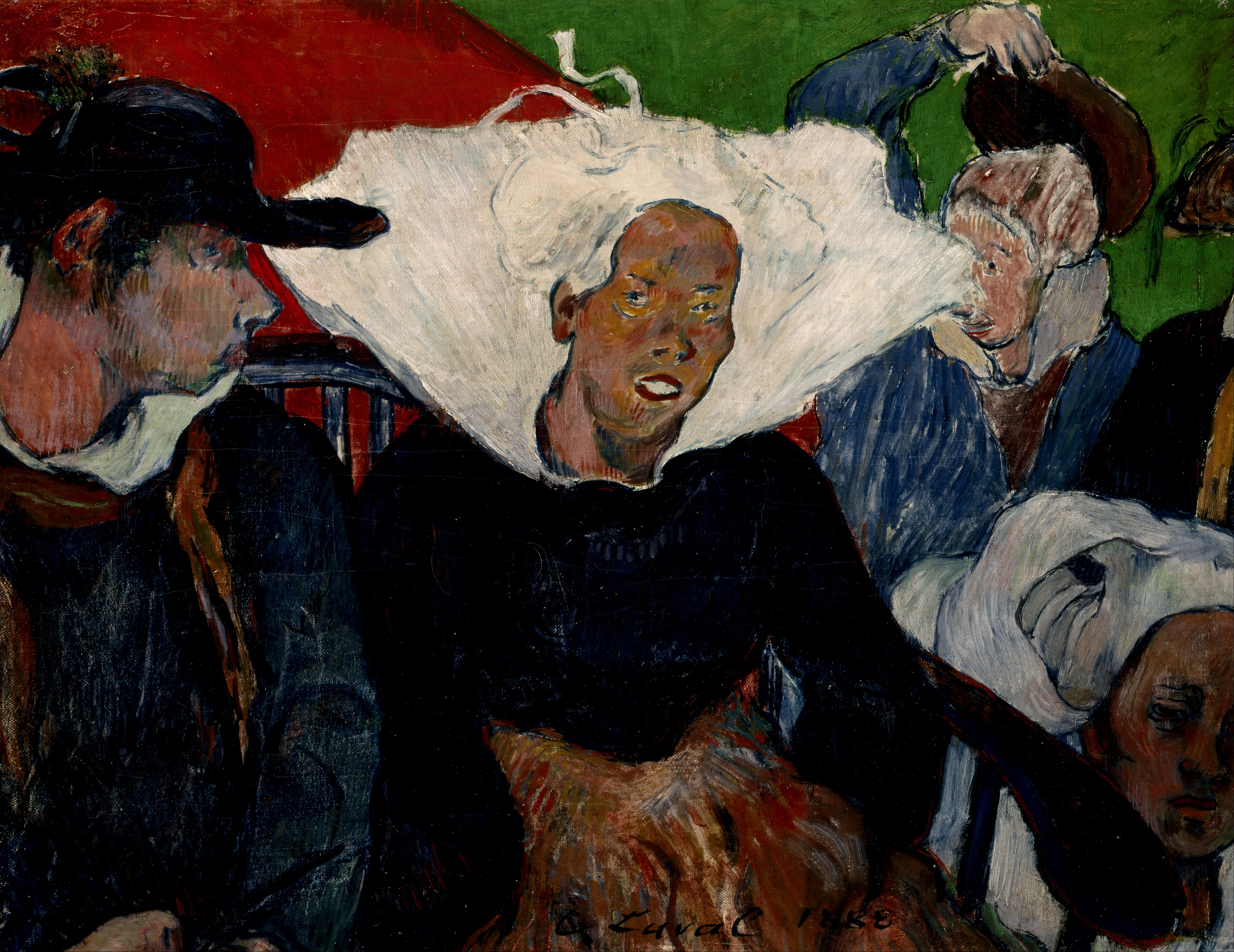
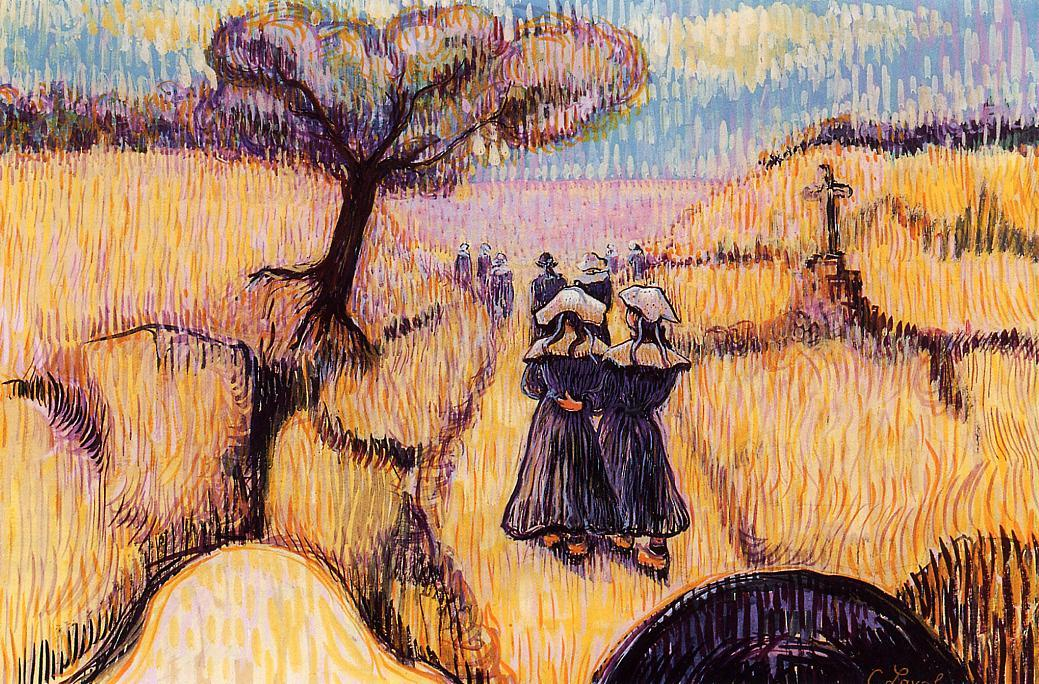